# 1302

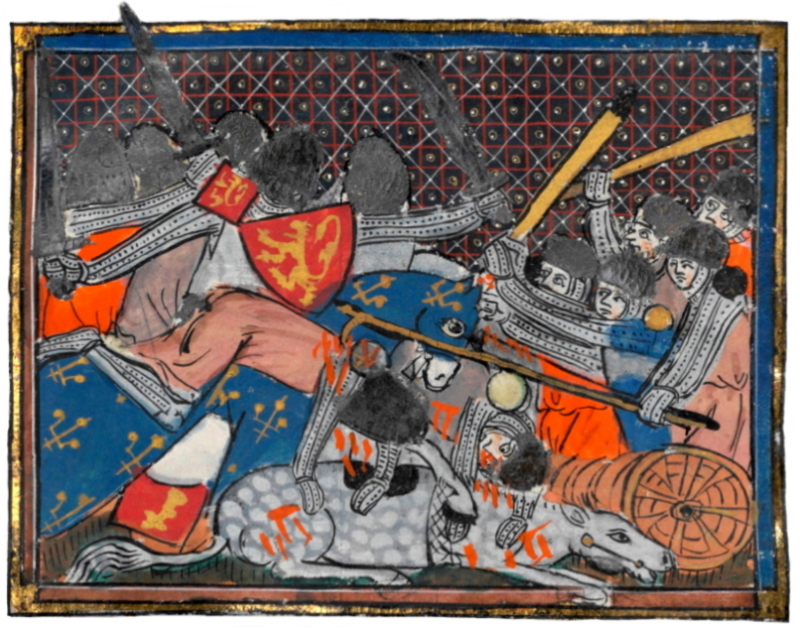
Voetsoldaten verslaan ridders in de Guldensporenslag

Het jaar 1302 is het 2e jaar in de 14e eeuw volgens de christelijke jaartelling.

## Gebeurtenissen
maart
- maart - De liebaards (graafgezinden) in Gent komen in opstand tegen belastingverhogingen, en de leliaards (Fransgezinden) worden uit de stad gezet.

mei
- 18 - Brugse Metten: Bruggelingen richten een slachting aan onder soldaten van het Franse garnizoen en de leliaards. Leiders zijn de wever Pieter de Coninck en de slager Jan Breydel.

juli
- 11 - Guldensporenslag: Bij Kortrijk wordt een Frans ridderleger verslagen door een Vlaams burgerleger.
- 27 - Slag bij Bapheus: De Osmanen onder Osman Gazi boeken een beslissende overwinning over de Byzantijnen onder Georgios Mouzalon. Begin van de Osmaanse gebiedsuitbreiding.

augustus
- 31 - Vrede van Caltabellotta: De over het koninkrijk Sicilië wordt beslecht door middel van een deling. Frederik II van Sicilië krijgt het eiland, Karel II het vasteland (koninkrijk Napels)
  - Frederik II trouwt met Eleonora van Anjou, de dochter van Karel II

september
- 28 - Beleg van Ruad: Arwad, de laatste christelijke vesting aan de Syrische kust, in bezit van de Tempeliers, valt voor de Mammelukken.

november
- 14 - In de bul Unam Sanctam stelt paus Bonifatius VIII dat de kerkelijke macht volledig boven de wereldlijke macht staat.
- 21 - Hertog Jan II van Brabant erkent het smedengilde van 's-Hertogenbosch en geeft het een publiekrechtelijke status, waardoor het deel krijgt aan het stadsbestuur.

zonder datum
- Filips IV roept voor het eerst de Staten-Generaal bijeen.
- De familie Visconti, waaronder heer Matteo I Visconti, worden uit Milaan verbannen, en de stad wordt weer een republiek.
- Billerbeck en Ebeltoft krijgen stadsrechten.
- Ferdinand IV van Castilië trouwt met Constance van Portugal.
- oudst bekende vermelding: Gasselte, Vlokhoven

## Kunst en literatuur
- 27 januari - Dante Alighieri wordt verbannen uit Florence.
- De Confuciustempel van Peking wordt gebouwd.

## Opvolging
- Artesië - Robert II opgevolgd door zijn dochter Mathilde
- Breslau - Johan III Romka opgevolgd door Hendrik van Würben
- kalief van Caïro - Al-Hakim I opgevolgd door Al-Mustakfi I
- Georgië - George V opgevolgd door Vachtang III
- Granada (Nasriden) - Mohammed II al-Faqih opgevolgd door zijn zoon Mohammed III
- Luik - Adolf II van Waldeck opgevolgd door Theobald van Bar
- Mecklenburg - Hendrik I opgevolgd door zijn zoon Hendrik II

## Afbeeldingen

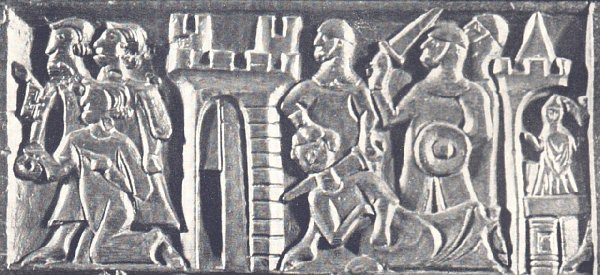
Brugse Metten
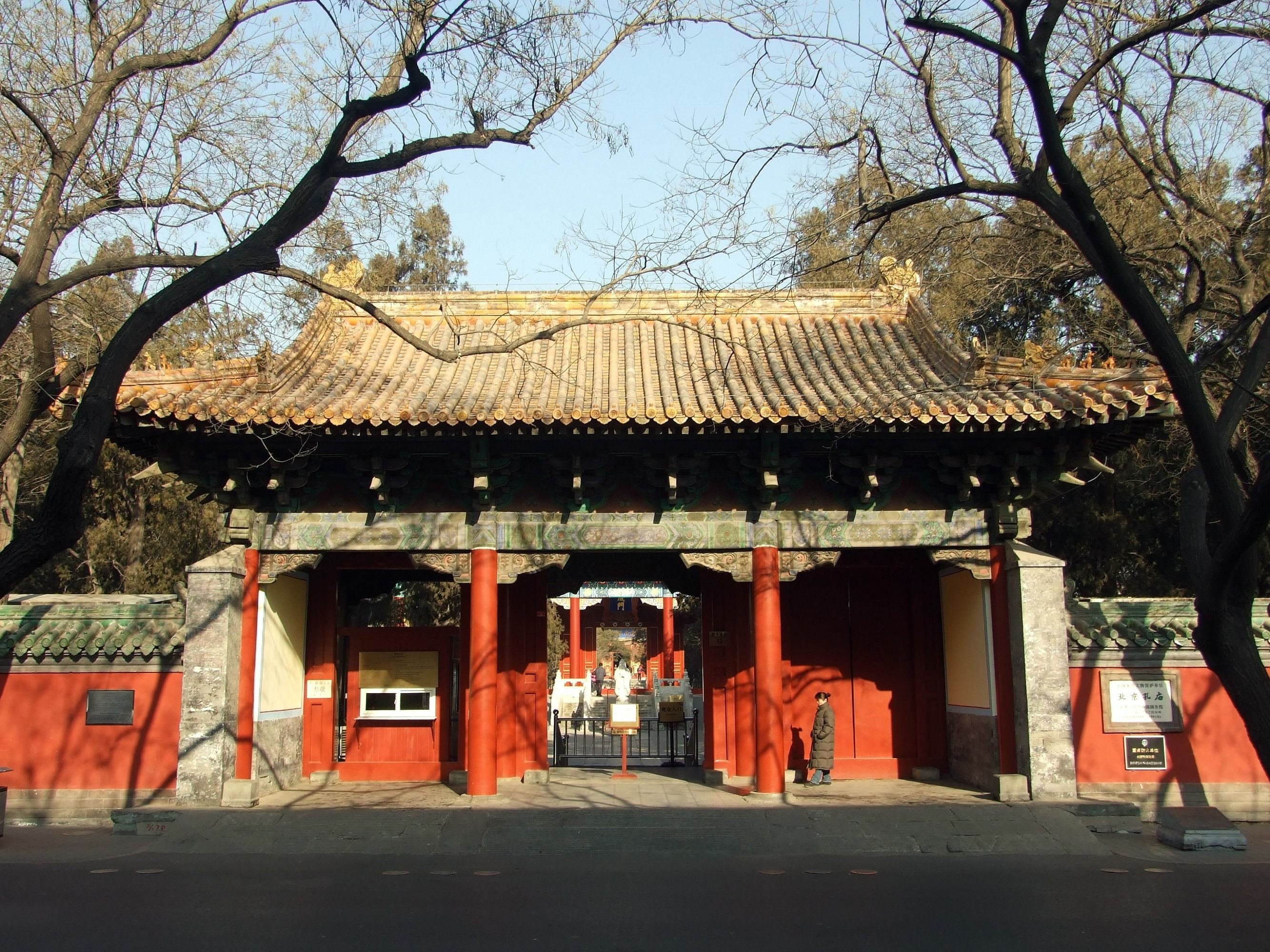
Confuciustempel Beijing
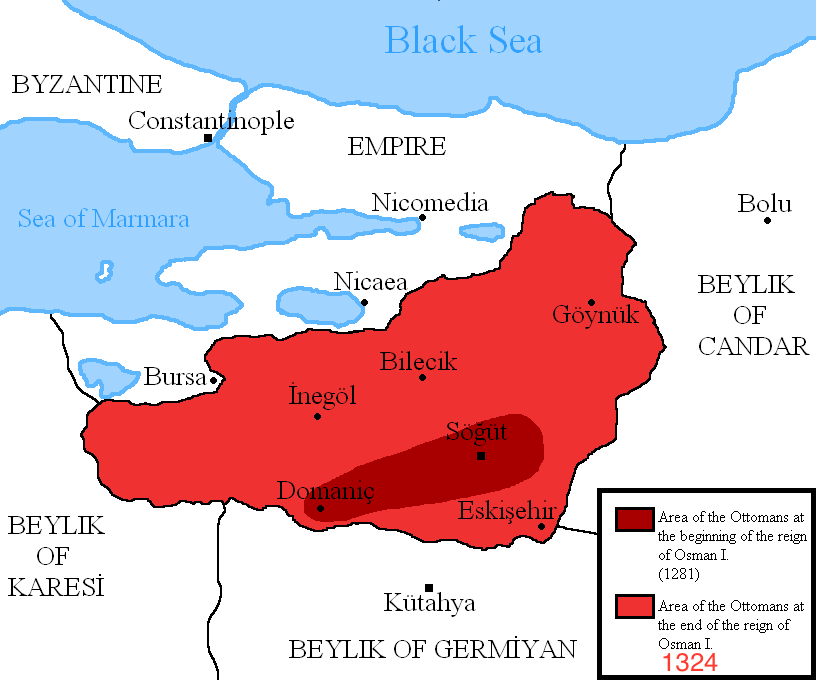
groei van het Osmaanse Rijk onder Osman I
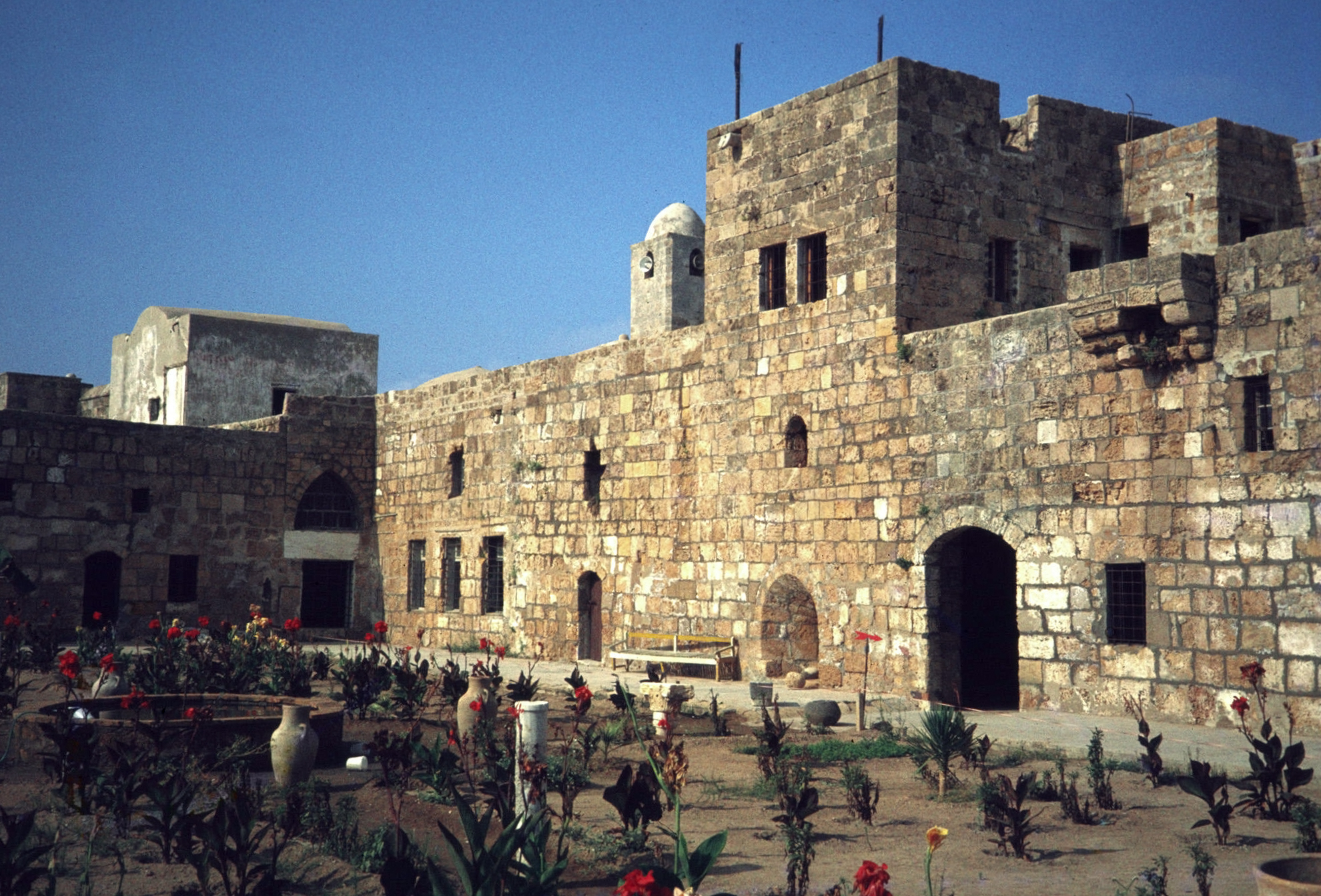
fort van Arwad/Ruad
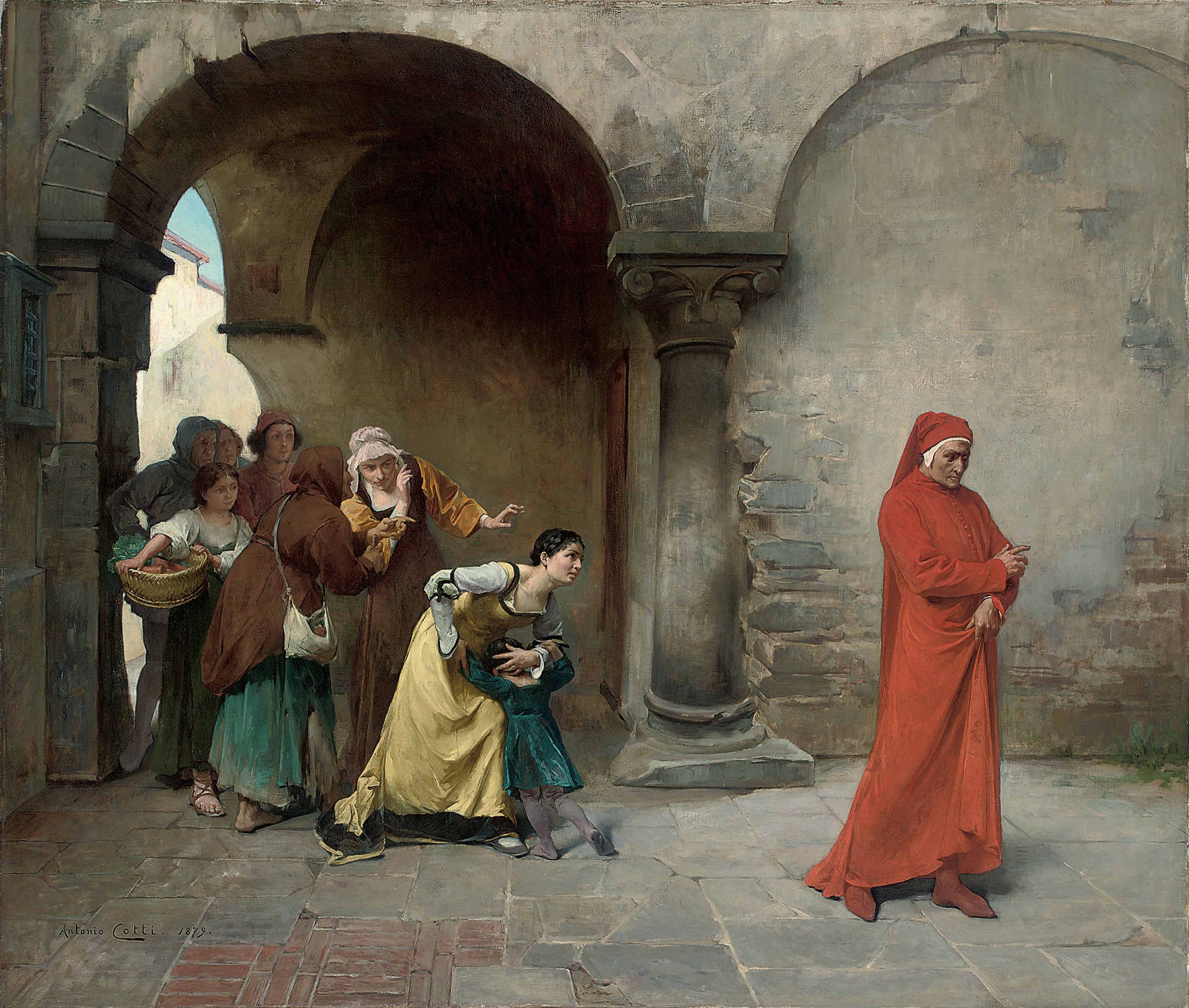
Dante in Verona

## Geboren
- 7 december - Azzo Visconti, heer van Milaan (1329-1339)
- Andreas Corsini, Italiaans bisschop
- Changchub Gyaltsen, heerser van Tibet
- Otto I van Sausenberg, Duits edelman
- Catharina van Valois (1302-1346), titulair keizerin van Constantinopel (jaartal bij benadering)
- Johan V van Brandenburg, Duits edelman (jaartal bij benadering)

## Overleden
- 9 maart - Richard FitzAlan (35), Engels edelman
- 2 mei - Blanca van Artesië (~53), echtgenote van Hendrik II van Navarra
- 11 juli (Guldensporenslag):
  - Godfried van Brabant, Brabants edelman
  - Guy I van Clermont, Frans edelman
  - Jacob van Châtillon, Frans gouverneur van Vlaanderen.
  - Jan I van Aumale, Frans edelman
  - Jan II van Eu, Frans edelman
  - Pierre Flote, Frans jurist
  - Raoul II van Clermont-Nesle, Frans edelman
  - Robert II van Artesië (51), Frans edelman
  - Simon de Melun, Frans legerleider
- september - Hendrik III van Bar, Duits edelman
- 13 december - Adolf II van Waldeck, prinsbisschop van Luik (1301-1302)
- 26 december - Waldemar I (~63), koning van Zweden (1250-1275)
- Hendrik I van Mecklenburg, Duits edelman
- Walram de Rosse (~48), Limburgs ridder
- Cimabue, Florentijns schilder (jaartal bij benadering)
- Mohammed II al-Faqih, sultan van Granada (1273-1302)